# Eivind Aadland
Eivind Aadland (* 19. září 1956 Bergen) je norský dirigent a houslista. Je koncertním mistrem Bergenské filharmonie a hudebním ředitelem European Union Chamber Orchestra. Vedl několik známých norských orchestrů (také filharmonii v Oslu) a vystupoval v zahraničí jako sólový umělec. V současnosti je vedoucím Trondheimského symfonického orchestru.

## Nahrávky
- Music for String
- Vivaldi:Concerti
- Norwegian Rhapsody